# Samarabalouf
Samarabalouf est un groupe de swing acoustique et de jazz manouche français, originaire d'Amiens, en Picardie. Le nom du groupe, Samarabalouf, signifie « bal fou (Bal ouf) sur la Somme ». En 2020, ils publient leur dernier album studio en date, NoNo Future.

## Biographie
François Petit commence la guitare très jeune et étudie la lutherie, se fabriquant sa propre guitare sur laquelle il a joué pendant plus de 20 ans. Après avoir suivi des cours au CIM, une école de jazz à Paris, il joue dans différentes formations telles que Les Portejazztels, Le Parkinson jazz ou encore Le Père François. À Lille, il rencontre Arnaud Van Lancker, avec qui il forme le groupe Swing Gadjé. Ce groupe joue durant six ans avant que François Petit parte à Amiens pour montrer le trio Samarabalouf. Tout commence avec son épouse Isabelle Petit-Félix qui commence la contrebasse et le mari de la femme qui s'occupe de ses enfants à la crèche, Nicolat Ionas à la guitare rythmique spécifique manouche (appelé la « pompe ») en 1997.
Le groupe est formé en 2000 sous le nom de Samarabalouf, qui signifie « bal fou (Bal ouf) sur la Somme » (Samara étant le nom antique de la Somme). Ils enregistrent leurs premier album, éponyme, et se font vite remarquer dans leur région, la Picardie. C'est grâce à l'association de management musical "Toujours Plus" que la formation doit se professionnaliser. François Petit rencontre Pierre Margerin, ancien batteur de rock, et le met à la guitare. Il restera 15 ans dans le groupe. À la contrebasse se sont succédé Agnès Duvivier, amoureuse de musique, théâtre et nature entre 2000 et 2002. C'est avec Agnès que le groupe part faire sa première tournée au Mexique et rencontrer le groupe Mono Blanco.
Leur deuxième album, La Valche folle, sorti en 2002, avec cette fois, Daniel Despagne à la basse acoustique. Plus les musiciens Amiénois, Cédric Coupez (saxophone) Gautier Lavalard (Violon) et Simon Postel à la batterie pour 3 morceaux. C'est là qu'arrive Luc Ambry pour succéder Daniel à la contrebasse, qui le sera pour le groupe pendant 15 ans. Arnaud Van Lancker les rejoint sur leur troisième album, un album live et sur la tournée qui en découle, Profitez-en. Celui-ci les amènera sillonner toute l'Amérique du Nord (La Nouvelle-Orléans, San Francisco, New York, Halifax, Alaska, Toronto notamment) où ils iront  jouer deux à trois fois par an pendant cinq années consécutives. Leur quatrième album, Bababa, sort en 2008, et contient comme invités, Leila bounous (Orange Blossom), Nosfell et AngeB (Fabulous Trobadors).
En 2014, après une pause de six ans, le groupe se reforme avec une nouvelle équipe et un nouveau concept, toujours la guitare de François Petit et une contrebasse, Michel Sanlaville, Lyonnais, aussi à l'aise pour accompagner les musiques tsiganes que la chanson française. Mais la « pompe » est remplacée par un violoncelle et un violon. Avec Léo Mathieu au violon, rencontré lors d'un concert à Reims de Samarabalouf où avec son groupe de l'époque, ils assuraient la première partie. Hélène Piris, violoncelliste et chanteuse, auteur compositrice lyonnaise.
En 2020, ils sortent leur album NoNo Future chez Artdisto. En 2021, Samarabalouf devient un trio composé de François Petit, Léo Ferdinand Cornélius Mathieu et Phyllipa Scammell, violoncelle et contrebasse.

## Style musical
Les morceaux de Samarabalouf sont avant tout instrumentaux, à quelques exceptions près. Comme le souligne le fondateur et compositeur François Petit, les morceaux sont comme des « chansons sans paroles ». Les morceaux se suffisent à eux-mêmes pour raconter des histoires et faire voyager. Le quatrième album, Bababa, introduit des parties vocales dans presque tous les morceaux. Plus de 40 langues différentes du monde entier. Mais il ne s'agit que de vocalises, de chœurs, de textes parlés ou de voix d'accompagnement, mais à l'exception du morceau L'Étoile au Sahara, cela n'est pas assimilable à des chants.
Au premier abord, et au vu de leur formation, Samarabalouf pourrait être considéré comme un groupe de jazz manouche. Pourtant, même s'ils empruntent allègrement ce genre musical, leur style est plus près de la chanson française, mais sans paroles, ou du rock acoustique, que du swing. Les rythmes rock sont très présents, et bien qu'il s'agisse de musique acoustique à sonorités tsiganes et d'Europe centrale, les influences viennent du monde entier : tango, country, scardas, tarentelle, musique orientale, classique et même comme le prouve leur dernier opus NoNo Future. De fait, bien que pouvant être rattaché au jazz manouche, Samarabalouf a créé son propre style, que son compositeur appelle « French world music » sorte de modernisation de l'héritage des gens du voyage et de Django Reinhardt. Vosges Matin, qualifie leur style musical de « swing manouche avec un esprit rock ».

## Membres

### Membres actuels
- François Petit — guitare, composition[7] (depuis 2019)
- Phyllipa Scammell — contrebasse, violoncelle (depuis 2019)
- Léo Ferdinand Cornélius Mathieu — violon, mandoline (depuis 2019)

### Anciens membres
- Isabelle Petit-Félix  — contrebasse (1997)
- Nicolas Ionas — guitare (1997)
- Pierre Margerin — guitare (2001)
- Agnès Duvivier / Daniel Despagne — contrebasse (2001)
- Pierre Margerin — guitare (2002)
- Luc Ambry — contrebasse (2002)
- Hélène Piris / Phyllipa Scammell — violoncelle (2014)
- Léo Ferdinand Cornélius Mathieu — violon, mandoline (2014)
- Michel Sanlaville — contrebasse (2014)

### Membres occasionnels
- Arnaud Van Lancker — accordéon
- Serge Lopez —  guitare